# Алва (Оклахома)
Алва (англ. Alva) — місто (англ. city) в США, в окрузі Вудс штату Оклахома. Населення — 5028 осіб (2020).

## Географія
Алва розташована за координатами 36°48′4″ пн. ш. 98°40′4″ зх. д. / 36.80111° пн. ш. 98.66778° зх. д. (36.801087, -98.667907). За даними Бюро перепису населення США в 2010 році місто мало площу 6,19 км², уся площа — суходіл. В 2017 році площа становила 16,57 км², уся площа — суходіл.

### Клімат
| Клімат : Алва           | Клімат : Алва | Клімат : Алва | Клімат : Алва | Клімат : Алва | Клімат : Алва | Клімат : Алва | Клімат : Алва | Клімат : Алва | Клімат : Алва | Клімат : Алва | Клімат : Алва | Клімат : Алва | Клімат : Алва |
| Показник                | Січ.          | Лют.          | Бер.          | Квіт.         | Трав.         | Черв.         | Лип.          | Серп.         | Вер.          | Жовт.         | Лист.         | Груд.         | Рік           |
| Абсолютний максимум, °C | 29,4          | 31,7          | 37,2          | 37,8          | 41,1          | 45,6          | 48,9          | 47,8          | 46,1          | 39,4          | 33,3          | 29,4          | 48,9          |
| Середній максимум, °C   | 8,9           | 11,7          | 16,7          | 22,2          | 26,7          | 32,8          | 35,6          | 35,6          | 31,1          | 24,4          | 16,1          | 10,0          | 22,7          |
| Середній мінімум, °C    | −5            | −3,3          | 1,1           | 7,2           | 12,2          | 17,8          | 20,6          | 20,0          | 15,6          | 8,9           | 1,1           | −0,6          | 8,0           |
| Абсолютний мінімум, °C  | −26,1         | −26,7         | −20,6         | −8,9          | −3,9          | 5,0           | 10,6          | 7,2           | −0,6          | −12,2         | −15           | −23,3         | −26,7         |
| Норма опадів, мм        | 23            | 30            | 41            | 66            | 104           | 94            | 64            | 79            | 71            | 56            | 38            | 25            | 693           |
| ----------------------- | ------------- | ------------- | ------------- | ------------- | ------------- | ------------- | ------------- | ------------- | ------------- | ------------- | ------------- | ------------- | ------------- |
| Джерело: Weatherbase    |               |               |               |               |               |               |               |               |               |               |               |               |               |

## Демографія
Згідно з переписом 2010 року, у місті мешкало 4945 осіб у 2107 домогосподарствах у складі 1134 родин. Густота населення становила 799 осіб/км². Було 2568 помешкань (415/км²).
Расовий склад населення:
| - 90,0 % — білих - 2,1 % — корінних американців - 2,0 % — чорних або афроамериканців - 1,1 % — азіатів - 2,0 % — осіб інших рас |

До двох чи більше рас належало 2,7 %. Частка іспаномовних становила 4,6 % від усіх жителів.
За віковим діапазоном населення розподілялося таким чином: 19,1 % — особи молодші 18 років, 63,7 % — особи у віці 18—64 років, 17,2 % — особи у віці 65 років та старші. Медіана віку мешканця становила 31,4 року. На 100 осіб жіночої статі у місті припадало 100,7 чоловіків; на 100 жінок у віці від 18 років та старших — 98,4 чоловіків також старших 18 років.
Середній дохід на одне домашнє господарство становив 63 651 долар США (медіана — 50 151), а середній дохід на одну сім'ю — 84 857 доларів (медіана — 64 784). Медіана доходів становила 37 704 долари для чоловіків та 24 603 долари для жінок. За межею бідності перебувало 19,6 % осіб, у тому числі 28,4 % дітей у віці до 18 років та 9,6 % осіб у віці 65 років та старших.
Цивільне працевлаштоване населення становило 2700 осіб. Основні галузі зайнятості: освіта, охорона здоров'я та соціальна допомога — 21,0 %, роздрібна торгівля — 12,0 %, мистецтво, розваги та відпочинок — 11,3 %, сільське господарство, лісництво, риболовля — 10,7 %.